# Ковбои (фильм, 1972)
«Ковбои» (англ. The Cowboys) — американский художественный фильм в жанре вестерна, поставленный режиссёром Марком Райделлом по одноимённой повести Уильяма Дэйла Дженнингса. Премьера фильма состоялась 13 января 1972 года.

## Сюжет
Территория Вайоминг, 1877 год. Уилл Андерсон (Джон Уэйн) — пожилой скотовод, владеющий крупным ранчо. Чтобы расплатиться с долгами, он должен до зимы перегнать своё стадо на продажу в Бозмен в Монтане. Однако работники его некстати поддались «золотой лихорадке», дружно отправившись в соседний округ за «жёлтым металлом», и никакие уговоры не могут их остановить.
Потерявшему обоих сыновей 60-летнему старику ничего не остаётся, как отправиться в город, где он по совету своего приятеля Энса Петерсона (Слим Пикенс) без особой надежды нанимает 10 подростков-школьников, решительных и основательно вооружившихся, но совершенно неприспособленных для того, чтобы на протяжении 400 миль гнать на север тысячи коров. Альтернативой этому «детскому саду» могли бы стать несколько подозрительных бродяг во главе с недавно освободившимся из тюрьмы Эйсой Уоттсом по прозвищу Лонг Хэйр — «Длинноволосый» (Брюс Дерн), упорно набивавшихся на службу к Андерсону, но последний предусмотрительно отсылает их восвояси.
Суровый Андерсон муштрует юных ковбоев, подобно заправскому сержанту, однако обещает им всем неплохое жалованье и, сверх того, нанимает для них профессионального чёрного повара Джебадайю Найтлинджера (Роско Ли Браун) — доморощенного философа, весельчака и балагура. Никогда не видевшие в своей жизни негров мальчишки постепенно проникаются уважением к этому ветерану Гражданской войны, но, до поры до времени, побаиваются крутого на расправу владельца стада. Вскоре они убеждаются, что Андерсон не только жесток, но и справедлив, а даже способен порой к состраданию, особенно после того как старик прощает поначалу забракованного им нелюдимого и драчливого юного бродягу-метиса Симаррона (Эй Мартинес), снова приняв его на службу.
Терпя невероятные лишения, изнемогая от непривычного тяжёлого труда и потеряв одного из товарищей, юноши удачно проходят половину пути, сохранив почти всё поголовье. Однако вскоре выясняется, что оскорблённый Уоттс затаил обиду против Андерсона и, сколотив банду из полутора десятков отморозков, идёт за стадом по пятам. Выбрав удобный момент, когда негр со своей полевой кухней сильно отстаёт, он предательски нападает на старика, разоружив его и запугав его неопытных ребят. Пожилой Андерсон решается вызвать Длинноволосого на честный кулачный бой, в котором неожиданно одерживает верх, но подлый главарь бандитов бессовестно расстреливает победителя из револьвера…
Нагнавшему юношей Найтлинджеру не остаётся ничего иного, кроме как успокоить их и достойно похоронить Андерсона на лесной поляне. Но униженные мальчишки, прошедшие суровую школу ковбоев и ставшие мужчинами, буквально силой захватывают хранящееся в повозке оружие, твёрдо решившись вернуть стадо.
В неравном бою со взрослыми грабителями юным мстителям помогает и смекалка, и военный опыт Найтлинжера, с помощью которого им удаётся сначала разделить банду, перебив половину головорезов поодиночке, а затем заманить в ловушку и её предводителя. Увидев, что нога серьёзно раненого Уоттса некстати запуталась в стремени, юные ковбои, невзирая на его мольбы о помощи, безжалостно подгоняют выстрелом его коня…
Достигнув, наконец, Бозмена, подростки удачно продают всех коров, выручив за них немалые деньги. Они заказывают в складчину надгробие погибшему Андерсону, выбив на нём надлежащую памятную надпись, но по возвращении никак не могут отыскать его могилу. После чего рассудительный Найтлиджер уговаривает их установить памятник просто в открытом поле — в качестве кенотафа старику-скотоводу, ставшему для них «вторым отцом».

## В ролях
| Актёр              | Роль                    |
| ------------------ | ----------------------- |
| Джон Уэйн          | Уил Андерсен            |
| Слим Пикенс        | Энс Петерсон            |
| Брюс Дерн          | Эйса Уоттс              |
| Роско Ли Браун     | Джебадайя Найтлинджер   |
| Коллин Дьюхерст    | Кейт                    |
| Эй Мартинес        | Симаррон (ковбой)       |
| Альфред Баркер мл. | Фэтс (ковбой)           |
| Николас Бьюви      | Дэн (ковбой)            |
| Стив Бенедикт      | Стив (ковбой)           |
| Роберт Кэррадайн   | Слим Хоуникатт (ковбой) |
| Норман Хауэлл      | Уиди (ковбой)           |
| Стивен Хадис       | Чарли Шварц (ковбой)    |